# Deep Forest
Deep Forest est un groupe de musique électronique français, à l'origine composé d'Éric Mouquet et de Michel Sanchez. Leurs compositions sont un mélange de musiques du monde, de new age, de musique électronique et d'influences diverses (jazz fusion, rock). En 1995, ils remportent le Grammy du meilleur album de musiques du monde pour l'album Boheme.

## Biographie
Deep Forest nait dans le nord de la France d'une rencontre entre deux musiciens passionnés de musique électronique et de musiques ethniques. Michel Sanchez et Eric Mouquet  forment le projet Deep Forest. Leur premier album éponyme (nommé pour un Grammy) sort en 1992, avec Sweet Lullaby, le single qui a mis Deep Forest sur la carte musicale (top 10 au Royaume-Uni). La chanson Sweet Lullaby est adaptée d'une chanson traditionnelle des îles Salomon. Une berceuse nommée Rorogwela, chantée par Afunakwa, une femme du nord de Malaita, a été utilisée comme échantillon vocal dans Sweet Lullaby. L'album Deep Forest était axé sur la danse et les échantillons ont été fortement numérisés et édités. Il a été réédité en édition limitée en 1994 sous le nom de World Mix. Sweet Lullaby utilise également des tambours aquatiques Baka en arrière-plan.
Pour leur deuxième album Boheme, Éric et Michel laissent derrière eux les sons de la forêt et s'aventurent en Europe de l'Est apportant des chants tendres et solitaires de la musique folklorique hongroise et roms avec une musique optimiste, mais triste. La chanteuse hongroise Márta Sebestyén et Kate Petrova jouent sur cet album.
Le duo a également réalisé et produit les remixes du single de Youssou N'Dour Undecided en 1994, avec la participation vocale de Neneh Cherry. (qui a participé au single Seven Seconds de N'Dour). La même année, Deep Forest réalise des remixes de Deseo de Jon Anderson, de Liquid Cool d'Apollo 440 et de My Fatigue is Endless de Cesária Évora. En 1996, Deep Forest a collaboré avec Peter Gabriel sur la chanson While the Earth Sleeps qui a été écrite pour le film Strange Days.
En 2005, après la réalisation de la bande originale du film japonais Kusa No Ran, Michel Sanchez quitte le groupe et décide de se consacrer à sa carrière solo. Depuis, Éric Mouquet poursuit seul le projet Deep Forest. Leur single Sweet Lullaby, sorti en 1992, connait un regain de popularité aux alentours de 2004-2005, après avoir été utilisé par Matt Harding dans une série de vidéos amateur présentées sur Internet. En 2008, Deep Forest sort l'album Deep Brasil, une collaboration avec l'artiste brésilien Flavio Dell Isola.
Au cours des années 2009-2010, Deep Forest dont le seul membre est désormais Eric Mouquet, part avec une nouvelle formule de groupe sur scène et se produit dans différents pays et continents (Chine, Afrique, États-Unis, Japon, France...). 
En 2014, Deep Forest sort l'album Deep Africa. En 2015, Sony Music India sort Deep India, une collaboration entre Eric Mouquet et Rahul Sharma.
En 2016 Eric sort l'album Evo Devo
En 2017, Eric a collaboré avec le groupe ukrainien Onuka sur la chanson VSESVIT. Le morceau fait partie du deuxième album studio d'Onuka MOZAїKA. Cette même année Eric Mouquet collabore avec l'artiste Gaudi est sort l'album 'Epic Circuits.
En 2018 Tournée mondiale. En 2020 Eric Mouquet collabore avec Maria Matveeva et obtient le Wold Russian Award pour le projet Siberian Trilogy. 2020 est également l'année où Eric Mouquet collabore avec le label Wind Music en produisant l'album Deep Formosa. Cette même année Deep Forest sort l'album Deep Symphonic dans lequel des titres emblématiques de Deep Forest sont ré-arrangés pour orchestre symphonique. 
En 2021 sort l'album Deep Forest Eponymous. En 2022 sort Deep Forest Live at EMM Studio. Eric Mouquet collabore avec l'artiste Japonais Tsugi sur le single Kojo no Tsuki.
En 2023 sort l'album Deep Forest Burning, également Eric Mouquet collabore avec l'artiste Delaurentis sur le projet Deep Ocean.
En 2024 sort l'album Deep Forest Crystal Clear en collaboration avec l'artiste Oliver Delevingne. Eric Mouquet collabore avec l'artiste Robert Babicz. 
En 2025 sort l'album Deep Forest Live Machine un album live enregistré lors de la tournée 2024.

## Donations
Un pourcentage des recettes des ventes du premier album de Deep Forest a été versé au Pygmy Fund, créé pour aider les pygmées Efe de la République démocratique du Congo à passer d'une subsistance nomade à une subsistance agraire, et pour leur fournir des soins de santé appropriés. Cependant, la musique du peuple Efe n'était pas incluse dans le disque, et les musiciens échantillonnés sur le disque n'en auraient donc pas bénéficié. Une partie des recettes de 'Boheme' est reversée à la Fondation György Martin, qui contribue à la protection de la culture rom de Hongrie. Deep Forest soutient aussi activement l'association Sana Madagascar à partir de Comparsa. « Le but de l'association Sana Madagascar est de contribuer à la protection de l'environnement, de collecter des instruments et des enregistrements précieux afin de permettre à l'homme malgache de sauver sa culture, sa nature et sa musique traditionnelle ».

## Polémiques
Plusieurs polémiques ont été rapportées sur différents sites. Cependant Deep Forest a toujours à travers sa maison de disque SONY Music respecté les ayants droit en accord avec les contrats signés. Deep Forest n'a d'ailleurs jamais fait l'objet d'un procès. 

## Discographie

### Albums studio
- 1992 : Deep Forest
- 1994 : World Mix (réédition de l'album Deep Forest, augmenté de 4 remixes)
- 1995 : Boheme
- 1998 : Comparsa
- 2000 : Pacifique (en) (bande originale du film Le Prince du Pacifique)
- 2002 : Music Detected
- 2004 : Kusa no Ran (Japon uniquement, bande originale du film homonyme)
- 2008 : Deep Brasil
- 2013 : Deep India
- 2013 : Deep Africa
- 2016 : Evo-Devo
- 2018 : Epic Circuits (en collaboration avec le musicien Gaudi)
- 2020 : Deep Symphonic
- 2021 : Eponymous (nouvelle version du premier album éponyme de Deep Forest, totalement réarrangée)
- 2022 Live at EMM Studio
- 2023 Burning
- 2024 : Crystal Clear
- 2025 : Live Machine

### Singles et EP
- 1992 : Sweet Lullaby
- 1993 : Deep Forest (EP)
- 2013 : Dub Africa (EP)

### Compilations
- 1999 : Made in Japan (album live)
- 2003 : Essence of Deep Forest (best of, sorti au Japon uniquement)
- 2004 : Essence of The Forest (best of, trois éditions différentes)

### Collaborations diverses
- 1995 : Dao Dezi, avec notamment Denez Prigent.
- 1995 : bande originale du film Strange Days : composition des titres Coral Lounge et While the Earth Sleeps avec Peter Gabriel
- 1999 : Sol En Si, composition d'un titre L'Enfant Fleur avec Catherine Lara et Cheb Mami
- 2008 : Altus Silva sur l'album Big Blue Ball avec Joseph Arthur, Ronan Browne, James McNally, Iarla Ó Lionáird et Vernon Reid (Real World)

## Distinctions

### Récompenses
- Grammy Awards 1995 : Best World Album, pour Boheme
- World Music Awards 1995 : Groupe français ayant vendu le plus d'album dans le monde en 1995, pour Boheme

### Nominations
- Victoires de la musique 1993 : Meilleur groupe pour Deep Forest
- Victoires de la musique 1993 : Meilleur album du monde, pour Deep Forest
- Grammy Awards 1993 : Best World Album pour Deep Forest
- MTV Awards 1993 : Best Music Video, pour Sweet Lullaby
- Victoires de la musique 1996 : Meilleur groupe, pour Deep Forest